# Тагайская конфедерация
Тагайская конфедерация, также известная как Северо-Восточно-Кыргызская конфедерация, представляла собой независимое объединение северо-восточных киргизских племён. Она отделилась от Киргизского союза в 1732 году и занимала центральную и северо-восточную часть Кыргызстана с середины XVIII века до первой четверти XIX века.

## История

### Повторный захват
В конце 1680-х — начале 1690-х годов некоторые соседние с джунгарами киргизские племена, не выдержавшие джунгарского натиска, были вынуждены двинуться на юго-запад. Большинство этих племён были восточными, а некоторые — южными, простиравшимися с Ферганской долины до Гиссара и Куляба. С тех пор они стали известны как активные участники борьбы мусульман с джунгарами. Мааматкул бий, один из видных деятелей этой борьбы, примерно в 1732 году собрал киргизов в долине Кетмен-Тёбё и продолжил борьбу с джунгарами. В этот период в Кетмен-Тёбё образовалась небольшая независимая конфедерация северных кыргызских племён во главе с Мааматкул бием. Внук Мааматкул бия проживал в Конур-Огуз, в той же долине, что и глава племени Солто Кошой бий, который потом стал его помощником.

### Признание Империи Цин
Разгром джунгаров Империей Цинь в середине 1750-х годов и последующее завоевание Восточного Туркестана представляли серьёзную угрозу для соседних мусульманских стран. После этих событий южные киргизы (1759 г.) и северные киргизы (1758 г.) были вынуждены временно признать верховенство Цинской империи, а также Казахское ханство и Кокандское ханство. Китайские источники утверждают, что в этот период киргизы были разделены на 4 объединения: восточных кыргызов, западных кыргызов, каратегинских кыргызов (во главе с Коджомджар бий) и кыргызов вокруг Кашгара.
В 1758 году цинский генерал Чжао Хуэй вошёл в землю северных киргизов через Сан-таш, сначала встретив Тулку батыра и Укуго, а затем пригласив всех других старших биев, чтобы предложить им подчиниться Империи Цин. Признание киргизами цинского правления было автономным, но длилось не более пяти лет. В этот период у киргизов были такие герои, как Черикчи бий, Тюлкю бий и Нышаа баатыр. Черикчи бий сыграл важную роль в возвращении Иссык-Куля киргизам.

### Годы разногласий
Киргизы и казахи продолжали возвращать киргизско-казахские земли обратно, поскольку влияние Китая было незначительным. Например, с 1760-х годов Атаке батыр, Бердике, и другие киргизы во главе с батырами заняли Чуйскую, Кеминскую и Иссык-Кульскую области. Кульминацией этих событий стал вопрос киргизско-казахской границы. В 1765 году казахский хан Абылай совершил крупный поход против кыргызов, на что кыргызы ответили походом против казахов. Жайыл бий тем не менее отпустил Аблай-султана и пленённых казахских султанов.
В 1770—1779 годах правитель Казахского ханства Абылай-хан устроил несколько битв с киргизами и разгромил их, в результате чего погиб старший бий Жайыл.
Следующий киргизский лидер Садыр бий проводил политику решительного противостояния Абылаю. В 1780 году, когда Абылай-хану удалось схватить и убить Садыра, северные киргизы были вынуждены признать казахскую власть и принять вассалитет. В 1781 году Абылай-хан умер, и конфликт возобновился.

### Мирные годы
В 1780-х годах внутренние и внешние конфликты завершились. Атаке батыр был признан старшим бием объединения. При нём в 1785—1788 годах было основано первое киргизское посольство в Российской империи. С 1790-х годов и до первых лет XIX века старшим бием был Эсенгул бий, внук Мааматкул бия. В 1791 году Нарбута хан отправил бию своего посланника. В последнее время деятельность Тайлак батыр стала широко известна в регионе. В 1831 году киргизы были завоёваны Кокандским ханством.

## Административная структура
В 50-е годы XVIII века северные киргизы делились на правое крыло (сыновья Тагай) и левое крыло и состояли из 15 племён (пять левых, десять правых). Их старшим бием был Мааматкул бий, старший бий правого крыла и своего племени одновременно. Старший бий левой части, Каработо бий, также подчинялся ему. Левая часть, подчинявшаяся Каработо бию, в основном располагалась в Таласе и состояла из четырёх племён:
- Саруу (Акбай)
- Кытай (Каработо бий)
- Кушчу (Майтак)
- Кытай-Кушчу (Эшбото)

В правой части:
- Саяк (Арзымат бий)
- Чекир саяк (Тулку бий)
- Сарыбагыш-бугу (Черикчи бий)
- другие

По данным капитана Андреева (1885), в подчинении Атаке бий существовало 10 родовых объединений.